# Nathalie Haspeslagh
Nathalie Haspeslagh is een Vlaams actrice en scenarist. Haspeslagh studeerde film aan het Hoger Rijksinstituut voor Toneel- en Cultuurspreiding, waar ze les kreeg van onder anderen Wout Thielemans.
Ze is een van de vaste scenarioschrijvers van Vlaamse soapserie Thuis en schreef ook scenario's voor Wittekerke. Ze speelde een hoofdrol in de film Morgen in de krant (1992). Haspeslagh is ook een van de twee scenaristen van de succesvolle televisieserie Katarakt (2007). Ze schreef scenario's voor een kortfilm (l'Eczémateuze) en de documentaire Kazungu, le métis (2000). Ze schrijft ook mee aan Vriendinnen, de nieuwe fictiereeks op één die in 2013 of 2014 opgenomen wordt.
Nathalie Haspeslagh is gehuwd, heeft twee dochters en woont in Strombeek-Bever.